# باشگاه والیبال دینامو بخارست
باشگاه والیبال دینامو بخارست (به انگلیسی: CS Dinamo București) باشگاه حرفه‌ای والیبال مستقر در بخارست رومانی است. این باشگاه در سال ۱۹۴۹ توسط وزارت کشور رومانی تأسیس شد و در سال‌های ۱۹۶۵–۱۹۶۶ و ۱۹۶۶–۱۹۶۷ قهرمان جام باشگاه‌های اروپا شد و دارای ۱۹ قهرمانی در لیگ رومانی است.